# Partizansk
Partizansk (en russe : Партизанск, en chinois : 蘇城 ; pinyin : Sūchéng ; litt. « Cité de Su » ou bien en chinois : 蘇昌 ; pinyin : Sūchāng) est une ville minière du kraï du Primorié, dans l'Extrême-Orient russe, et le chef-lieu de l'okroug urbain Partizanski. Sa population s'élevait à 35 595 habitants en 2022.

## Géographie
Partizansk est située à 38 km au nord-est de Nakhodka, à 100 km à l'est de Vladivostok et à 6 481 km à l'est-sud-est de Moscou.

## Toponymie
Jusqu'en 1972, la ville tout comme le fleuve voisin s'appelaient Soutchan. Vladimir Arseniev, dans son ouvrage À travers le kraï de l'Oussouri, explique l'origine du mot Soutchan comme suit: « Le sou-tchan est une surface plantée de perillas, à partir de laquelle les Chinois extraient de l'huile d'herbe». Le géographe V. Lechkevitch interprète le terme comme une parcelle semée de soja. Le chercheur bien connu en topographie de l'Extrême-Orient F. V. Soloviov considérait que le nom était d'origine chinoise et signifiait, pour la première syllabe sou pure et pour la seconde tsvétouchi floraison . Selon le typographe le mot Soutchan est apparu seulement à la fin des années 1860. Avant cela, le fleuve portait le nom en langues toungouses de Tarfoun-bira (en russe : Тарфунь-бира).

## Histoire
Un gisement de charbon fut découvert à l'emplacement de l'actuelle ville de Partizansk en 1883. En raison des besoins en charbon de la Flotte du Pacifique basée à Vladivostok, le service des Mines envoya des géologues dans la région située au sud d'Oussouriisk. Ils prospectèrent de 1888 à 1893 et trouvèrent des gisements d'un charbon, qui pouvait être extrait et transporté jusqu'au port de Nakhodka. En 1896, la ville de Soutchan (en russe : Суча́н) fut fondée. Les mineurs de Soutchan vivaient alors dans des conditions très précaires, dans des cabanons ou sous la tente. En 1900, une brigade de 46 mineurs hautement qualifiés arriva de Gorlovka et participa à l'aménagement de la mine no 1.
Au cours de la période 1905-1914, d'autres mines furent ouvertes à Soutchan. Des baraquements en bois pour les mineurs ainsi que des maisons individuelles furent construites. Au commencement de la Première Guerre mondiale, le développement des mines fut interrompu. Beaucoup de travailleurs durent rejoindre l'armée et l'extraction du charbon diminua considérablement. En 1917, onze mines étaient en activité, d'où l'on extrayait chaque année jusqu'à 300 000 tonnes de charbon. En 1918-1922, au cours de la guerre civile russe, les partisans des bolcheviks furent très actifs dans la région. Après l'établissement du pouvoir soviétique en Extrême-Orient russe, le charbon resta la principale production de la ville.
À partir de 1922, la restauration des anciennes mines et l'ouverture de nouvelles commencèrent. Des agglomérations dispersées fusionnèrent pour former une ville plus importante et l'on entreprit la construction de bâtiments à plusieurs étages. Des institutions culturelles furent créées : centre culturel puis palais de la culture en 1933, avec une salle de 1 200 places ; collège technique des mines de Soutchan ; hôpital. En 1932, Soutchan reçut le statut de ville et fut renommée peu après Gamarnik (Гама́рник), en l'honneur du commissaire Ian Gamarnik. Mais après l'arrestation de Gamarnik, en 1937, la ville retrouva son nom de Soutchan. Elle fut renommée Partizansk en 1972, pendant la campagne d'élimination des noms chinois du kraï du Primorie.
Au début du XXIe siècle, avec la diminution de l'importance de l'exploitation du charbon, la ville est en déclin.

## Population
Recensements (*) ou estimations de la population:
| 1926* | 1931   | 1939*  | 1959*  | 1970*  | 1979*  | 1989*  |
| ----- | ------ | ------ | ------ | ------ | ------ | ------ |
| 6 500 | 15 100 | 36 901 | 48 505 | 48 345 | 46 296 | 49 546 |

| 2002*  | 2006   | 2010*  | 2012   | 2013   | 2014   | 2015   |
| ------ | ------ | ------ | ------ | ------ | ------ | ------ |
| 43 670 | 41 602 | 38 659 | 38 356 | 38 218 | 37 778 | 37 689 |

| 2016   | 2017   | 2018   | 2019   | 2020   | 2021   | 2022   |
| ------ | ------ | ------ | ------ | ------ | ------ | ------ |
| 37 470 | 37 291 | 37 059 | 36 992 | 36 586 | 36 247 | 35 595 |

## Personnalités liées à la ville
- Vitali Kanevski (1935-), réalisateur, né à Partizansk.